# Mircea Anghelescu (actor)
Mircea Anghelescu (n. 27 septembrie 1927, Fetești, Ialomița, România) a fost un actor român de teatru și film. 

## Biografie
A absolvit Institutul de Artă Teatrală și Cinematografică din București în 1953 și a fost actor la Teatrul Nottara.
Dintr-un text memorialistic al actorului Horațiu Mălăele se poate deduce că Mircea Anghelescu ar fi murit la sfârșitul anului 1989 sau începutul anului 1990.

## Filmografie
- Judecătorul și călăul (film TV, 1966) - Tschanz
- Doisprezece oameni furioși (film TV, 1966) - Juratul Nr. 4
- Surorile Boga (1968)
- Lupta pentru Roma I (1968) - Aligern
- Pantoful Cenușăresei (1969)
- Lupta pentru Roma II - Der Verrat (1969) - Aligern
- Facerea lumii (film TV, 1969)
- Sentința (1970) - dublaj voce Preotul Laurențiu
- Cireșarii (serial TV, 1972)
- Lupul mărilor (1972) - voce Johnson
- Răzbunarea (1972) - voce Johnson
- Ceața (1973)
- Ultimul cartuș (1973) - maiorul din Comisia Aliată de Control
- Aventurile lui Babușcă (1973)
- Stejar – extremă urgență (1974) - ofițerul german Krauss
- Când trăiești mai adevărat (film TV, 1974)
- Un august în flăcări (1974)
- Un comisar acuză (1974) - procurorul Halunga
- Un zâmbet pentru mai târziu (1974)
- Zidul (1975)
- Hyperion (1975)
- Cercul magic (1975)
- Zile fierbinți (1975) - inginerul Cioranu
- A doua linie (film TV, 1976)
- La Colorado, aproape de stele (TV, 1976)
- Prețul succesului (film TV, 1977) - Fein
- Războiul independenței (serial TV, 1977) - țarul Rusiei
- Septembrie (1978) - șofer
- Pentru patrie (1978) - țarul Alexandru al II-lea al Rusiei
- Revanșa (1978) - ambasadorul german Manfred von Killinger
- Severino (1978), regia Claus Dobberke
- Inspectorul broaștelor (1979) - Amedeo Vârcolac
- Vlad Țepeș (1979) - pârgar
- Omul care ne trebuie (1979)
- Ultima noapte de dragoste (1980)
- Burebista (1980) - proconsulul Gaius Antonius Hybrida
- Probleme personale (1981)
- Iată femeia pe care o iubesc (1981)
- Orgolii (1982) - prof. Ottescu
- Trandafirul galben (1982) - agentul diplomatic austriac
- Cucerirea Angliei (1982)
- Faleze de nisip (1983)
- Să mori rănit din dragoste de viață (1984) - atașatul militar german
- Ca-n filme (1984)
- Mireasma ploilor tîrzii (1985)
- Racolarea (1985)
- Noi, cei din linia întâi (1986)
- Lacrima cerului (1989)
- Începutul adevărului (Oglinda) (1994) - diplomat german
- Carol I - Un destin pentru România (2009)